# Ilirid Ademi
Ilirid Ademi (in macedone Илирид Адеми?; Gostivar, 4 marzo 1995) è un calciatore macedone, attaccante svincolato.

## Carriera
Il 31 luglio 2021 viene acquistato a titolo definitivo dalla squadra albanese del Laçi.